# Jonathan Toews
Jonathan Toews (Winnipeg, 29 aprile 1988) è un hockeista su ghiaccio canadese professionista; che gioca nel ruolo di centro. Attualmente gioca nella National Hockey League con la squadra dei Chicago Blackhawks; dal 2010 è membro del Triple Gold Club.

## Palmarès

### Club
- Stanley Cup: 3

 Chicago Blackhawks: 2010, 2013, 2015

### Nazionale

#### Giochi olimpici
- Oro:

 Canada: Vancouver 2010, Soči 2014

#### Campionato mondiale
- Oro: 1

 Canada:Russia 2007
- Argento: 1

 Canada: Canada 2008

### Individuale
- Triple Gold Club:

Membro dal 9 giugno 2010
- Frank J. Selke Trophy: 1

2012-2013
- Mark Messier Leadership Award: 1

2014-2015